# Tour of Guangxi (Frauenrennen)
Die Tour of Guangxi ist ein Eintagesrennen im Straßenradsport der Frauen.
Der Wettbewerb wird seit 2017 im Rahmen des Etappenrennens für Männer Tour of Guangxi ausgetragen. Zur Saison 2018 wurde das Rennen in den Kalender der UCI Women’s WorldTour aufgenommen.

## Palmarès
| Jahr | Siegerin                | Zweite          | Dritte            |          |
| ---- | ----------------------- | --------------- | ----------------- | -------- |
| 2017 | Maria Vittoria Sperotto | Amy Cure        | Lucy van der Haar |          |
| 2018 | Arlenis Sierra          | Hannah Barnes   | Sara Mustonen     |          |
| 2019 | Chloe Hosking           | Alison Jackson  | Marianne Vos      |          |
| 2020 | abgesagt                | abgesagt        | abgesagt          | abgesagt |
| 2021 | abgesagt                | abgesagt        | abgesagt          | abgesagt |
| 2022 | abgesagt                | abgesagt        | abgesagt          | abgesagt |
| 2023 | Daria Pikulik           | Chiara Consonni | Mia Griffin       |          |
| 2024 | Sandra Alonso           | Giada Borghesi  | Marta Lach        |          |
| 2025 |                         |                 |                   |          |